# Anoba atripuncta
Anoba atripuncta là một loài bướm đêm trong họ Erebidae.